# Jornal do Conservatório
Jornal do Conservatório publicou-se em Lisboa aos domingos entre dezembro de 1839 e maio de 1840 contando ainda com um número suplementar de 5 junho do referido ano. A sua edição era levada a cabo pelo Conservatório Geral da Arte Dramática e os temas primordiais a música e o teatro. Foi este o jornal que antecipou a Revista do Conservatório Real de Lisboa iniciado em 1842 sendo seu presidente D. Fernando II, o rei artista.